# Pont blanc à Vranje
Le pont blanc à Vranje (en serbe cyrillique : Бели мост у Врању ; en serbe latin : Beli most u Vranju) est situé à Vranje, dans le district de Pčinja, en Serbie. Il est inscrit sur la liste des monuments culturels protégés de la république de Serbie (identifiant no SK 324),.

## Présentation

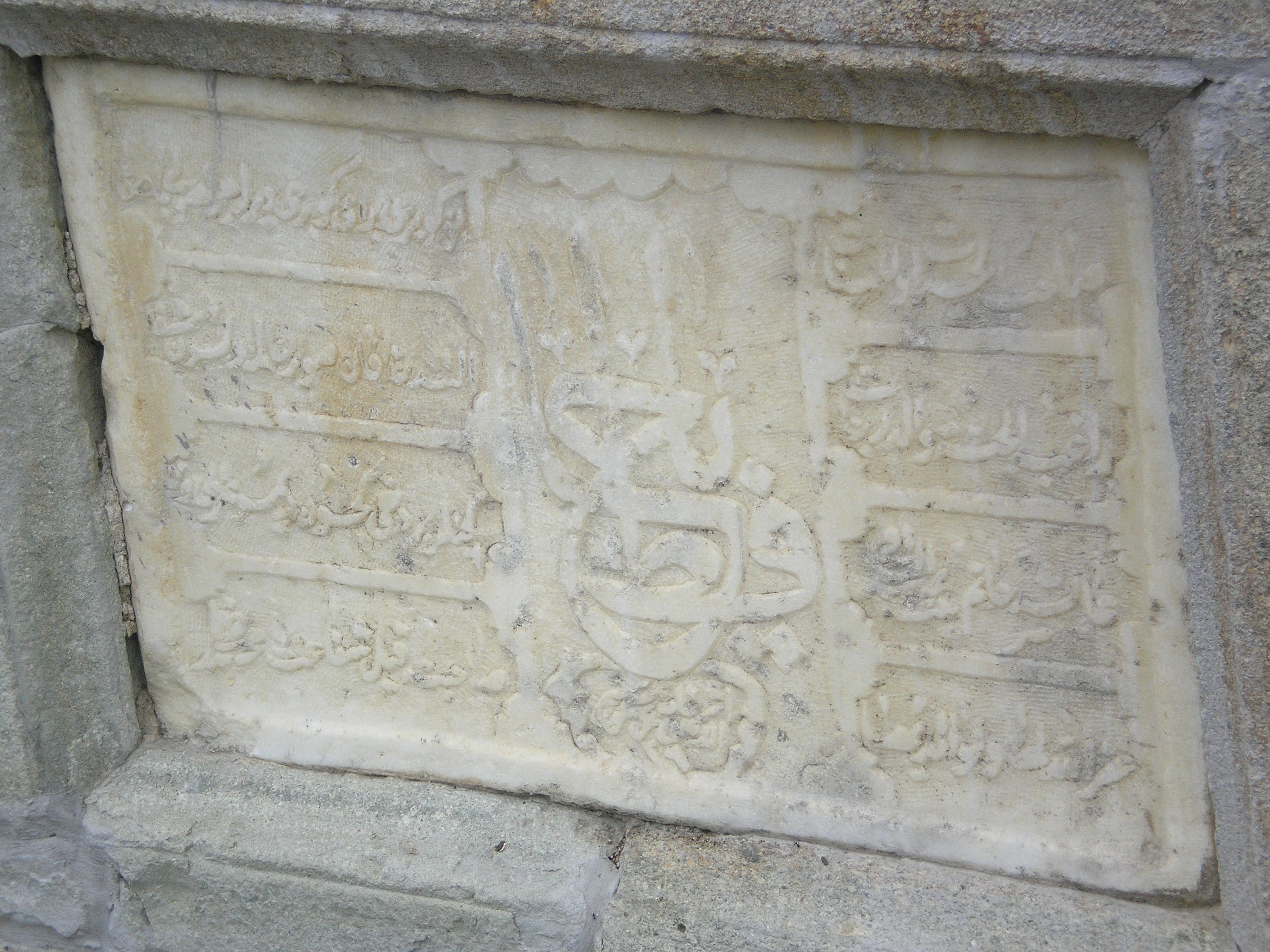
Plaque en turc et en arabe sur le pont.

Le pont blanc a été construit en 1844 en tant que donation des parents d'Aïcha Halum, comme en témoigne une inscription gravée sur une dalle en marbre et écrite en turc et en arabe,. La légende rapporte l'amour d'un berger chrétien, Stojan, et d'Aïcha, la fille de Selim Pacha, le gouverneur de Vranje ; comme le pacha ne voulait pas de cette union, il a tué Stojan et Aïcha a arraché le couteau de la main de son père et l'a plongé dans son cœur. Selon une autre version de la légende, à la naissance d'Aïcha, des prophéties ont annoncé à Selim Pacha que sa fille tomberait amoureuse d'un Serbe chrétien ; le père a tenté d'empêcher cet amour en emprisonnant sa fille mais cette tentative est restée vaine ; quand le père a trouvé Stojan et Aïcha enlacés au bord de la rivière, il a essayé de tuer le berger serbe ; cependant, il a tué à sa place sa propre fille qui protégeait le jeune homme qu'elle aimait avec son corps ; après cela, Stojan s'est suicidé avec son couteau. Le pont, également connu comme « le pont de l'amour », a ainsi été construit à l'initiative de la mère d'Aïcha en souvenir de cet événement ; une plaque en turc porte l'inscription suivante : « Maudit soit celui qui sépare ce que l'amour rassemble ».
Le pont est construit en pierre et relève de l'architecture ottomane.